# 빌라마르
빌라마르(Villamar)는 사르데냐어로 마라 (소택) 데 아르바레이라고 하며, 이탈리아 사르데냐 주 수드사르데냐도의 코무네 (지방 자치체)이다. 칼리아리에서 북서쪽으로 약 45 킬로미터 (28 mi) 떨어져 있고, 산루리에서 북동쪽으로 약 7 킬로미터 (4 mi) 떨어져 있다.
빌라마르는 다음 코무네와 접한다: 푸르테이, 구아실라, 라스플라사스, 루나마트로나, 파울리아르바레이, 산루리, 세가리우, 빌라노바프란카.